# Cincinnati chili
O Cincinnati chili, chili de Ciccinati ou ainda chili à moda de Cincinnati é um molho de carne com tempero mediterrâneo usado como cobertura para espaguete ou cachorro-quente (“coneys”); ambos os pratos foram desenvolvidos por imigrantes donos de restaurantes na década de 1920. Seu nome remete a uma comparação com o chili con carne, mas os dois são diferentes em termos de consistência, sabor e método de servir; o Cincinnati chili se assemelha mais aos molhos de macarrão gregos e aos molhos de carne temperada para cobertura de cachorro-quente vistos em outras partes dos Estados Unidos.
Os ingredientes incluem carne moída, água ou caldo, pasta de tomate, especiarias como canela, noz-moscada, pimenta-da-Jamaica, cravo, cominho, páprica, folha de louro e, em algumas receitas caseiras, chocolate amargo sem açúcar em uma consistência de sopa. Os acompanhamentos mais comuns incluem queijo cheddar, cebola e feijão; combinações específicas de acompanhamentos são conhecidas como “ways”. O pedido mais popular é o “three-way”, que acrescenta queijo ralado ao espaguete com cobertura de chili (um “two-way”), enquanto o “four-way” ou “five-way” acrescenta cebola e/ou feijão antes da cobertura com queijo. As formas são geralmente servidas com biscoitos de ostra e um molho picante suave. O Cincinnati chili raramente é servido ou consumido na tigela.
Embora seja servido em muitos restaurantes locais, é comumente associado aos mais de 250 “chili parlors” (restaurantes especializados em Cincinnati chili) independentes e de rede encontrados na Grande Cincinnati [en], com franquias em todo o estado de Ohio e em Kentucky, Indiana, Flórida e Oriente Médio.
O prato é o prato regional [en] mais conhecido da área de Cincinnati. Em 2000, uma casa de chili local foi nomeada um Clássico Americano pela Fundação James Beard e, em 2013, a Smithsonian nomeou a mesma casa de chili como um dos “20 destinos gastronômicos mais icônicos da América”.

## História e origem

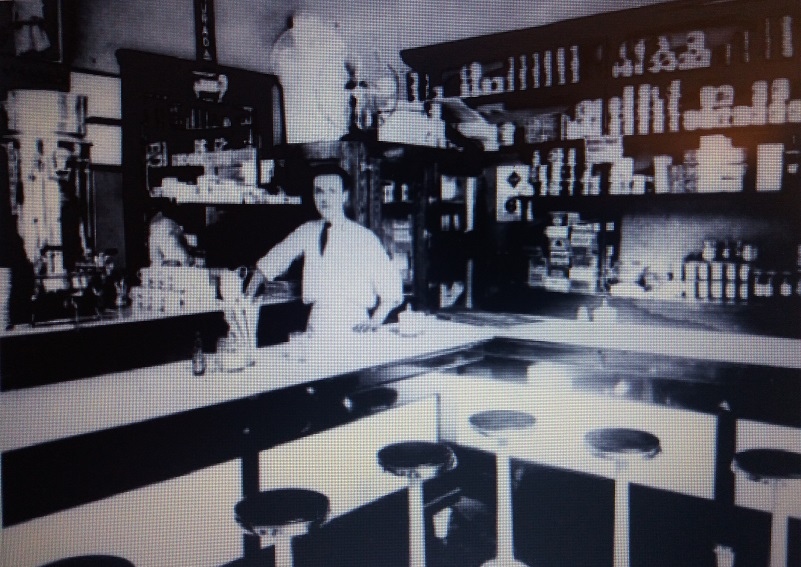
John Kiradjieff posando no Empress Chili em 1925

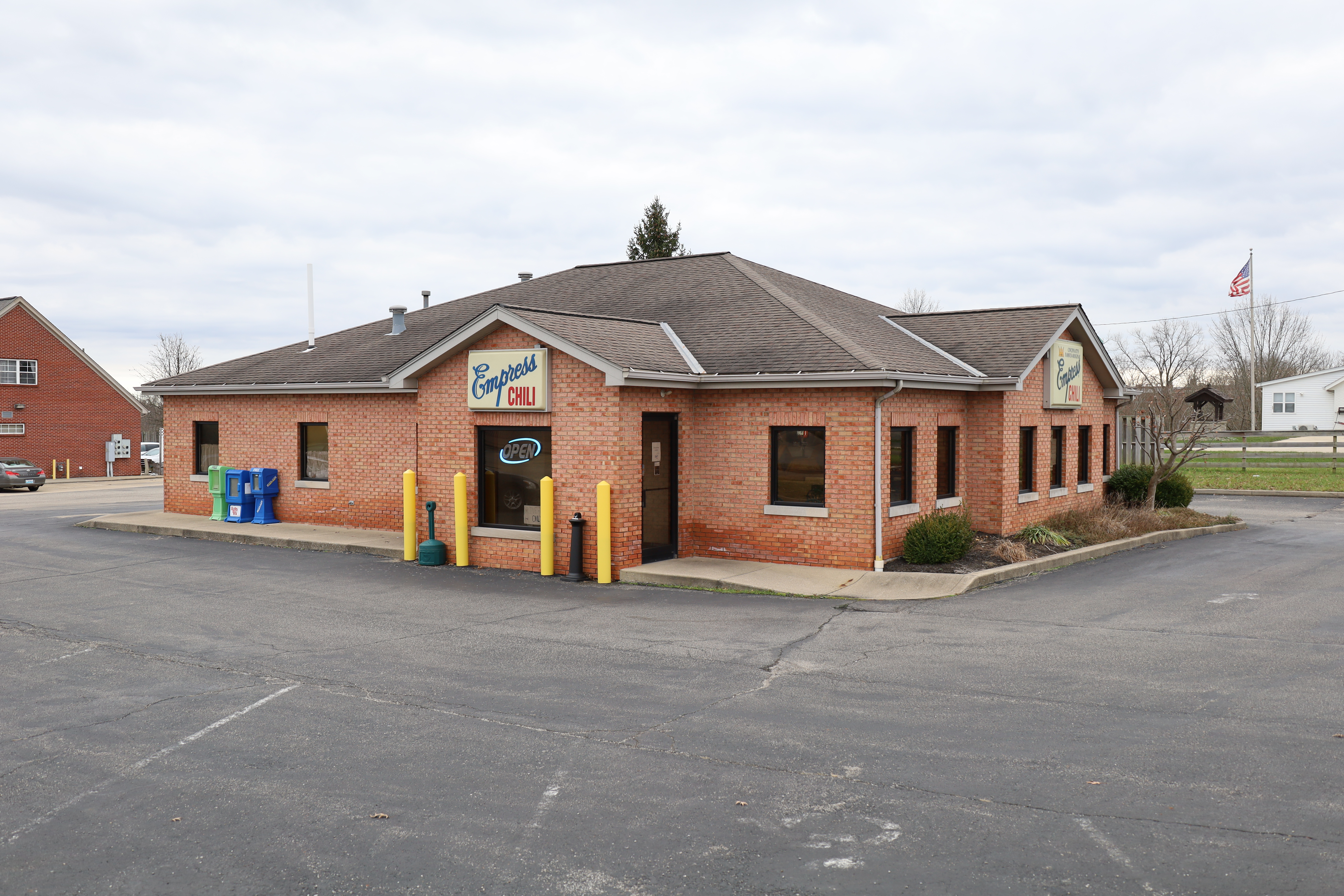
O único local atual do Empress Chili em Alexandria, Kentucky

O Cincinnati chili originou-se a partir de imigrantes donos de restaurantes que tentavam expandir sua base de clientes indo além dos estilos étnicos de culinária.:28 Tom e John Kiradjieff emigraram do vilarejo de Hrupishta (atual  Argos Orestiko, Grécia), fugindo das rivalidades étnicas e da intolerância resultantes das Guerras dos Bálcãs e da Primeira Guerra Mundial, em 1921. Eles começaram a servir um “ensopado com temperos mediterrâneos tradicionais”:27 como cobertura para cachorros-quentes:27 que chamaram de “coneys” em 1922 em sua barraca de cachorro-quente localizada ao lado de um teatro burlesco chamado Empress, que deu nome ao seu negócio.
Tom Kiradjieff usou o molho para modificar um prato tradicional, que se especula ter sido  pastitsio, moussaka:28 ou saltsa kima para criar um prato que ele chamou de “espaguete com pimenta”.:27 Ele primeiro desenvolveu uma receita que pedia que o espaguete fosse cozido no chili, mas mudou seu método em resposta às solicitações dos clientes e começou a servir o molho como cobertura, e acabou adicionando queijo ralado como cobertura tanto para o espaguete com chili quanto para os coneys, também em resposta às solicitações dos clientes. :28
Para tornar os pedidos mais eficientes, os irmãos criaram o sistema de pedidos “way”.:29 Desde então, o estilo foi copiado e modificado por muitos outros proprietários de restaurantes, geralmente imigrantes gregos e macedônios que trabalharam nos restaurantes Empress antes de saírem para abrir suas próprias casas de chili,:40:244 muitas vezes seguindo o modelo de negócios a ponto de localizar seus restaurantes adjacentes a teatros.:25

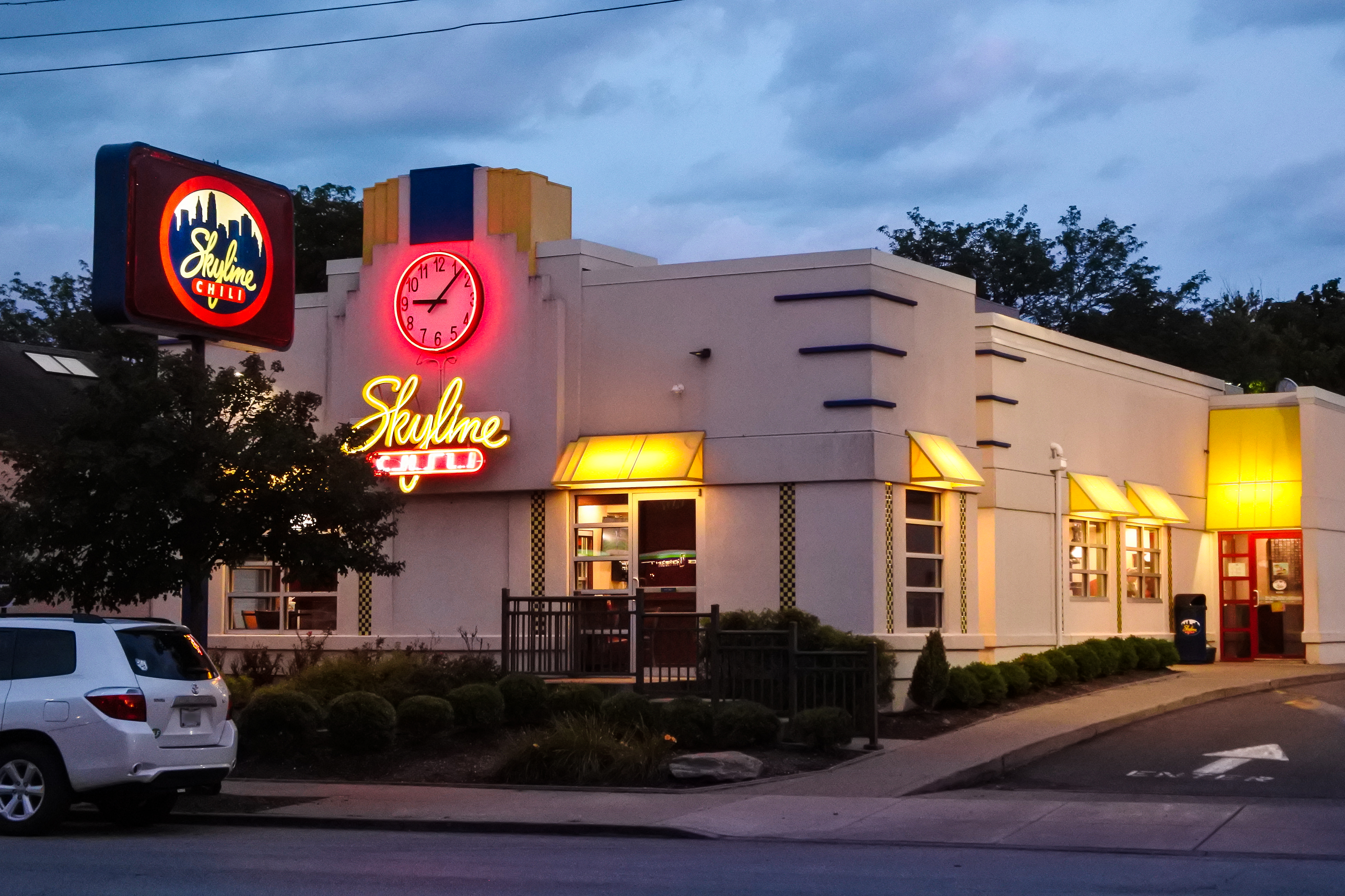
Localização do Skyline Chili em Cincinnati

A Empress foi a maior cadeia de casas de chili em Cincinnati até 1949, quando um ex-funcionário da Empress e imigrante grego, Nicholas Lambrinides, fundou a Skyline Chili. Em 1965, quatro irmãos chamados Daoud, imigrantes da Jordânia, compraram um restaurante chamado Hamburger Heaven de um ex-funcionário da Empress.:40 Eles notaram que o Cincinnati chili estava vendendo mais que os hambúrgueres em seu cardápio e mudaram o nome do restaurante para Gold Star Chili. Em 2015, a Skyline (com mais de 130 unidades) e a Gold Star (com 89 unidades) eram as maiores cadeias de chili parlor de Cincinnati, enquanto a Empress tinha apenas dois locais restantes, em comparação com mais de uma dúzia durante o período de maior sucesso da cadeia.:84

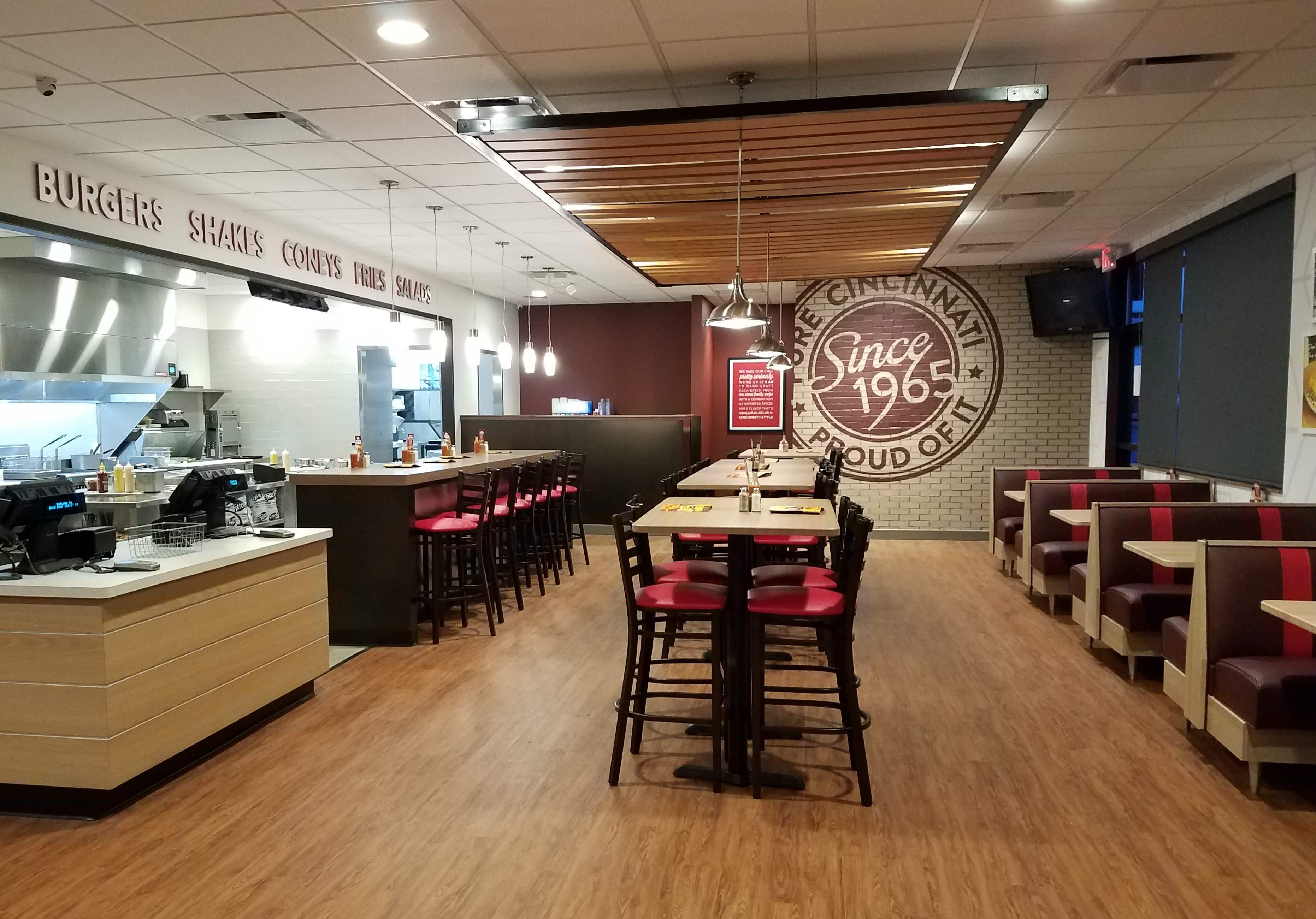
Interior do restaurante Gold Star Chili

Além da Empress, Skyline e Gold Star, há também cadeias menores, como a Dixie Chili and Deli, e várias independentes, incluindo a aclamada:84 Camp Washington Chili. Outras empresas independentes incluem a Pleasant Ridge Chili, a Blue Ash Chili, a Park Chili Parlor, a Price Hill Chili, a Chili Time, a Cincinnati Chili Company, sediada em Orlando, e o Blue Jay Restaurant, totalizando mais de 250 casas de chili.:9 Em 1985, um dos fundadores da Gold Star Chili, Fahid Daoud, retornou à Jordânia, onde abriu seu próprio restaurante, chamado Chili House. Fora da Jordânia, o Chili House, em 2020, tinha estabelecimentos no Irã, Iraque, Líbia, Omã, Palestina, Turquia e Catar.
Além das casas de chili, é comum que alguma versão do Cincinnati chili seja servida em muitos restaurantes locais. O Arnold's Bar and Grill, o bar mais antigo da cidade, serve o prato vegetariano “Cincy Lentils”, pedido em “ways”. O Melt Eclectic Cafe oferece um prato vegano de três acompanhamentos (three-way). Para a Restaurant Week 2018, um mixologista local desenvolveu um coquetel chamado “Manhattan Skyline”, um coquetel de uísque com sabor de Cincinnati chili.
A história do chili de Cincinnati compartilha muitos fatores em comum com o desenvolvimento aparentemente independente, mas simultâneo, do  cachorro-quente de Coney Island em outras áreas dos Estados Unidos. "Praticamente todos":233 foram desenvolvidos por imigrantes gregos ou macedônios que passaram pela Ilha Ellis ao fugirem das consequências das Guerras dos Bálcãs nas duas primeiras décadas do século XX.

## Preparo, pedido, forma de servir e consumo
A carne moída crua é amassada e fervida em água e/ou caldo e, em seguida, adiciona-se pasta de tomate e temperos, e a mistura é cozida em fogo brando por várias horas para formar um molho de carne fino. O Cincinnati chili é sempre temperado com canela, pimenta-da-Jamaica, cravo, cominho, noz-moscada e pimenta em pó. Muitas receitas caseiras incluem uma pequena quantidade de chocolate amargo sem açúcar, mas, de acordo com Dann Woellert, autor do livro The Authentic History of Cincinnati Chili, escrito em 2013, “Não há nenhuma casa de chili em Cincinnati que use chocolate em seu chili”.:141 The Cincinnati Enquirer confirmou em 2021.
Muitas receitas pedem refrigeração durante a noite na geladeira para facilitar a remoção da gordura e permitir que os sabores se desenvolvam, e depois reaquecimento para servir.

### O sistema "way"
O pedido do Cincinnati chili é baseado em uma série específica de ingredientes: chili, espaguete, queijo cheddar ralado, cebolas em cubos e feijão. O número antes do “way” do chili determina quais ingredientes estão incluídos em cada pedido de chili. Os clientes pedem:
- Two-way: espaguete coberto com chili[4] (também chamado de “chili spaghetti”)[7]

- Three-way: espaguete, chili e queijo[4]

- Four-way onion: espaguete, chili, cebola e queijo[4]

- Four-way bean: espaguete, chili, feijão e queijo[4]

- Five-way: espaguete, chili, feijão, cebola e queijo[4]

Algumas casas de chili também servem o prato “invertido” com queijo no fundo, para que ele derreta. Alguns restaurantes, entre eles o Skyline e o Gold Star, não usam o termo “four-way bean”, mas sim “four-way” para indicar um prato de três acompanhamentos mais a escolha do cliente de cebola ou feijão. Alguns restaurantes podem acrescentar ingredientes extras ao sistema de “way”; por exemplo, o Dixie Chili oferece um “six-way”, que acrescenta alho picado a um “five-way”.
O Cincinnati chili também é usado como cobertura de cachorro-quente para fazer um “coney”, uma variação regional do cachorro-quente de Coney Island, que é coberto com queijo cheddar ralado para fazer um “cheese coney”. O coney padrão também inclui mostarda e cebola picada. O “three-way” e o cheese coney são os pedidos mais populares.:10
Não existe “one-way”, e pouquíssimos clientes pedem uma tigela de chili simples. A maioria das casas de chili não oferece chili simples como item regular do cardápio. Polly Campbell, ex-editora de alimentos do The Cincinnati Enquirer, chama o pedido de uma tigela de Cincinnati chili de “Ridículo. Você pediria uma tigela de molho de espaguete? Porque é isso que está fazendo".

### Modo de servir e comer
Ways e coneys são tradicionalmente servidos em uma tigela oval rasa.:15:243 Oyster crackers [en] são geralmente servidos com o Cincinnati chili, e um molho picante suave, como o Tabasco, costuma estar disponível para ser usado como uma cobertura opcional a ser adicionada à mesa. A população local costuma comer o Cincinnati chili como se fosse uma caçarola, cortando cada pedaço com a lateral do garfo em vez de enrolar o macarrão.

## Nome equivocado
O nome “Cincinnati chili” costuma confundir as pessoas que não estão familiarizadas com ele, porque o termo “chili” remete ao chili con carne, com o qual ele “não tem nenhuma semelhança”. O Cincinnati chili é um molho de carne com tempero mediterrâneo para espaguete ou cachorro-quente, e raramente é comido em uma tigela, como é típico do chili con carne. É comum que os habitantes de Cincinnati o descrevam começando com: “Bem, não é realmente chili...”. O editor de alimentos do Cincinnati Enquirer, Chuck Martin, e a editora de gastronomia da Cincinnati Magazine, Donna Covrett, concordam: “Não é chili”. A edição de 1991 da Joy of Cooking adverte os leitores “céticos ou confusos”: “Sugerimos que você pense nisso como um molho à bolonhesa macedônio”.
O molho normalmente tem uma consistência fina, mais próxima de uma sopa do que de um ensopado, e não contém vegetais ou pedaços de carne. Os sabores, a consistência e o método de servir são mais parecidos com os molhos de macarrão gregos ou com os molhos de carne condimentados usados para cobrir cachorros-quentes em Rochester e em outras partes do norte do estado de Nova York, Rhode Island e Michigan do que com o chili con carne.:10

## Recepção
O Cincinnati chili é a “comida regional mais conhecida” da área e, de acordo com Woellert, é, juntamente com a goetta e a Mockturtle Soup, uma das especialidades locais da “santíssima trindade” de Cincinnati. De acordo com o Greater Cincinnati Convention and Visitors Bureau, os habitantes de Cincinnati consomem mais de 910.000 kg de Cincinnati chili a cada ano, superado por 390.000 kg de queijo cheddar ralado.:10 A receita geral do setor foi de US$ 250 milhões em 2014.
Anthony Bourdain o chamou de “a história dos Estados Unidos em seu prato”. Os críticos gastronômicos nacionais Jane e Michael Stern escreveram: “Como conhecedores de comida de prato azul, consideramos o Cincinnati chili uma das refeições por excelência dos Estados Unidos” e “um dos pratos regionais mais distintos desta nação”.: 247 Fran Lebowitz disse: “A principal coisa de que me lembro sobre Cincinnati era um prato fantástico que era espaguete e chili”. Quando lhe pediram para confirmar que a famosa e rabugenta Fran Lebowitz gostava do chili de Cincinnati, ela respondeu: “Ah, sim. Por que ele não está se espalhando por todo o país?"
O Huffington Post o nomeou um dos “15 pratos regionais adorados”. Em 2000, o Camp Washington Chili ganhou o prêmio America's Classics da James Beard Foundation. Em 2013, o Smithsonian nomeou o Camp Washington Chili como um dos “20 destinos gastronômicos mais icônicos da América”. John McIntyre, escrevendo no The Baltimore Sun, chamou-o de “o mais perfeito dos fast-foods” e opinou que “se os gregos que o inventaram há quase um século o tivessem chamado de outra coisa que não chili, os essencialistas [do chili] poderiam apreciá-lo”. Em 2015, o Thrillist o chamou de “o único alimento que você deve comer em Ohio”. Em 2022, o Washington Post o chamou de “um favorito regional digno de um palco nacional”.
O Eater o chamou de “o prato de massa mais polêmico da América”. É comum que aqueles que não estão familiarizados com ele e que esperam o chili con carne o “desprezem” como um mau exemplo de chili. Um artigo de 2013 publicado pelo site de esportes e cultura Deadspin chegou a chamá-lo de “lodo de diarreia horrível”. Em 2021, durante a transmissão de um jogo entre o Cincinnati Reds e o New York Mets, o locutor do Mets, Gary Cohen, mostrou um vídeo da preparação de um five-way, aconselhando: “experimente uma vez e você nunca mais comerá”. O New York Times, em 2017, descreveu a versão de uma rede de Cincinnati chili como "um ninho de macarrão fino, que era coberto por um chili aguado, que por sua vez era coberto por confete laranja emborrachado que tinha uma semelhança passageira com queijo".

## Na cultura popular
O músico de blues Lonnie Mack [en], que nasceu e cresceu próximo a Cincinnati, lançou um instrumental de guitarra chamado “Camp Washington Chili” em seu álbum Second Sight, de 1986.
A dupla de música country Big & Rich cantou sobre voar por Cincinnati e comer uma tigela de chili Skyline em sua música “Comin' to Your City” no álbum homônimo de 2005.
O Cincinnati chili é usado alegoricamente como símbolo da interação social insípida e da desconexão social no filme de animação Anomalisa, de 2015, pois o personagem principal, em uma viagem de negócios a Cincinnati, é exortado em vários encontros banais a experimentar a especialidade local.
Durante a pós-temporada de 2022 da NFL, os torcedores do Cincinnati Bengals furaram latas de chili para dar sorte ou tomaram doses [en] (shots) de chili em homenagem ao kicker Evan McPherson, cujo apelido é “shooter”. Furar latas de chili para comemorar ou para dar sorte em eventos esportivos remonta a pelo menos 2018, quando um torcedor do Cincinnati Reds usou isso para comemorar uma troca.

## Pratos semelhantes
- Chili dog [en], termo genérico para um cachorro-quente coberto com molho de carne;[75]
- O Chili John's, fundado em Green Bay, Wisconsin, por um imigrante lituano, oferece o “Green Bay chili”, um prato semelhante ao five-way criado em 1913;[10]:245
- Chili mac, que cobre a massa com chili con carne em vez de Cincinnati chili;[31]:32
- Cachorro-quente de Coney Island, um prato semelhante ao coney desenvolvido por imigrantes greco-macedônios, aparentemente de forma independente, em todo o Meio-Oeste.[75]